# アレスチン
アレスチン（arrestin）類は、シグナル伝達の制御に重要なタンパク質の小ファミリーである。

## 機能
アレスチン類は、視覚ロドプシン系（Hermann Kühnら）およびβ-アドレナリン系（Martin J. Lohseら）におけるGタンパク質共役受容体 (GPCR) の活性制御する保存された2段階機構の1部分として初めて発見された。刺激に応答して、GPCRはヘテロ三量体Gタンパク質を活性化する。この応答を止めるため、あるいは、持続する刺激に適応するため、活性型受容体は感作される必要がある。第一段階はGタンパク質共役受容体キナーゼ (GRK) と呼ばれるセリン/スレオニンキナーゼによるリン酸化である。GRKによるリン酸化は、活性型受容体をアレスチンに結合できるよう調製する。受容体へのアレスチンの結合は、さらなるGタンパク質が伝えるシグナルを遮り、受容体を内在化に向け、シグナルを別のGタンパク質非依存経路へと向け直す。GPCRに加えて、アレスチンはその他の細胞表面受容体や様々なその他のシグナルタンパク質に結合する。

## サブタイプ
ほ乳類は4種類のアレスチンサブタイプを発現しており、それぞれのアレスチンサブタイプは複数の別名で知られている。系統的なアレスチンの名称（1-4）に加えて、最も広く使われている別名を以下に太字で示している。
- アレスチン-1は、元々ブドウ膜炎の原因となるS-抗原 (SAG) として同定され、その後、光活性化リン酸化ロドプシンに結合する48 kDaのタンパク質として独立に記述された。後に、視覚アレスチン（visual arrestin）と改名されたが、その他の錐体視細胞特異的視覚サブタイプがクローニングされた際に、錐体アレスチン（rod arrestin）と命名された。アレスチン-1は錐体視細胞と桿体視細胞のどちらにも非常に高いレベルで発現しているため、これも後に誤った名称となった。
- アレスチン-2は初めてクローニングされた非視覚アレスチンである。最初はβ-アレスチンと命名された。これは、その当時精製された形で利用可能であった2種のGPCR、ロドプシンとβ2-アドレナリン受容体の後者に対して選択性を示したためである。
- アレスチン-3。2番目にクローニングされた非視覚アレスチンであり、最初はβ-アレスチン-2と命名された（β-アレスチンは遡及的にβ-アレスチン-1と改名された）。しかしその頃には非視覚アレスチン類がβ2-アドレナリン受容体だけではなく数百もの異なるGPCRと相互作用することは明らかであった。その後すぐに、系統名のアレスチン-2およびアレスチン-3がそれぞれ提案された。
- アレスチン-4は2つのグループによってクローニングされ、発現している光受容体の種別から錐体アレスチン (cone arrestin)、遺伝子が存在する染色体からX-アレスチンとそれぞれ命名された。HUGO遺伝子命名法委員会 (HGNC) では、この遺伝子はアレスチン-3と呼ばれている。しかし

魚類およびその他の脊椎動物は、3種類のアレスチン類しか有していないと考えられている。ほ乳類において最も豊富な非視覚サブタイプアレスチン-2に相当する遺伝子はこれまでのところクローニングされていない。原索動物門のカタユウレイボヤ (C. intestinalis) は1種類のアレスチンしか持たず、このアレスチンは高度に発達した眼を持つ移動性の幼生において視覚としての機能を果たしている。固着性の成体では遺伝的に非視覚性となる。ホヤの遺伝子とヒトのアレスチンサブタイプにおける複数のイントロンの保存領域から、これら全てこの祖先型アレスチンから進化したことが示唆されている。線虫 C. elegansといった下等な無脊椎動物もまた1種類のアレスチンしか有していない。昆虫は、光受容体に発現しているため当初「視覚アレスチン」と命名されたarr1およびarr2と、1種類の非視覚サブタイプ（ショウジョウバエ属におけるkurtz）を有している。後にarr1およびarr2は嗅覚ニューロンにおいて重要な役割を果たしていることが明らかとなり、「感覚 sensory」と改名された。菌類はpHセンシングに関与しているアレスチン類縁遺伝子を有している。

## 組織分布
事実上全ての真核細胞において1種類以上のアレスチンが発現している。ほ乳類では、アレスチン-1およびアレスチン-4は主に光受容体に限定されるが、アレスチン-2およびアレスチン-3は至る所に存在している。この2種の非視覚サブタイプの発現量はニューロンで最も高い。神経前駆細胞では、この2種の発現レベルは同等であるが、成熟ニューロンではアレスチン-2はアレスチン-3の10〜20倍高いレベルで存在している。

## 機構
アレスチン類はGPCRのGタンパク質への共役を2つの機構で妨げる。1つ目は、受容体の細胞質側の先端へのアレスチンの結合によりヘテロ三量体Gタンパク質の結合部位を塞ぎ、その活性化（脱感作）を妨げる機構である。2つ目は、アレスチン類が細胞の内在化機構（クラスリンおよびクラスリン付属タンパク質AP2）へ受容体を結び付ける機構である。クラスリンは被覆ピットを通じて受容体の内在化と、それに続くエンドソームと呼ばれる細胞内区画への輸送を促進する。続いて、受容体は分解区画（リソソーム）へと移動させられるか、細胞膜へと再利用される。アレスチンと受容体の相互作用の強さはこの選択において重要な役割を果たしている。複合体が強固であると受容体分解の可能性が高まるが、より一時的な複合体は再利用されやすい。しかし、この「規則」は決して絶対的なものではない。

## 構造
アレスチン類は、複数の分子内相互作用が2つのドメインの相対配置を保持している細長い分子である。刺激のない細胞では、アレスチン類はこの基底「不活性」コンホメーションで細胞質に局在している。活性型リン酸化GPCR類はアレスチンを細胞膜に局在化させる。受容体の結合により、2つのアレスチンドメインの移動を伴う全体的なコンホメーション変化および、クラスリンおよびAP2結合部位を含むC末端尾部の解放が誘導される。受容体結合型アレスチンにおけるこれらの部位への接近可能性が上昇すると、アレスチン-受容体複合体は被覆ピットの対象となる。アレスチン類は微小管（細胞「骨格」の一部）にも結合し、そこでは遊離型や受容体結合型とは異なるコンホメーションを取っていると考えられている。微小管結合型アレスチン類はある種のタンパク質を細胞骨格へと集める。これらはアレスチン類の活性に影響を与えたり、これを微小管結合タンパク質へと向け直したりする。
アレスチン類は細胞核と細胞質の間を往復している。これらの核での機能は十分には分かっていないが、ほ乳類の4種のアレスチンサブタイプ全てが、プロテインキナーゼJNK3あるいはユビキチンリガーゼMdm2といった相手を核から取り去ることが明らかにされている。また、アレスチン類はある遺伝子の転写を増強することによって、遺伝子発現を変更する。
| Arrestin (or S-antigen), N-terminal domain                                                                                            | Arrestin (or S-antigen), N-terminal domain |
| --- | ------------------------------------------ |
| ウシ杆体細胞外節のアレスチンの構造 |                                            |
| 識別子 |                                            |
| 略号 | Arrestin_N                                 |
| Pfam | PF00339                                    |
| Pfam clan | CL0135                                     |
| InterPro | IPR011021                                  |
| PROSITE | PDOC00267                                  |
| SCOP | 1cf1                                       |
| SUPERFAMILY | 1cf1                                       |
| 利用可能な蛋白質構造: Pfam structures PDB RCSB PDB ; PDBe ; PDBj PDBsum structure summary PDB 1ayr , 1cf1 , 1g4m , 1g4r , 1jsy , 1zsh |                                            |
| テンプレートを表示 |                                            |
| 利用可能な蛋白質構造: |                                            |
| Pfam | structures                                 |
| PDB | RCSB PDB; PDBe; PDBj                       |
| PDBsum | structure summary                          |
| PDB | 1ayr , 1cf1 , 1g4m , 1g4r , 1jsy , 1zsh    |

| 利用可能な蛋白質構造: | 利用可能な蛋白質構造:                   |
| --------------------- | --------------------------------------- |
| Pfam                  | structures                              |
| PDB                   | RCSB PDB; PDBe; PDBj                    |
| PDBsum                | structure summary                       |
| PDB                   | 1ayr , 1cf1 , 1g4m , 1g4r , 1jsy , 1zsh |

| Arrestin (or S-antigen), C-terminal domain                                                                                                   | Arrestin (or S-antigen), C-terminal domain     |
| --- | ---------------------------------------------- |
| ウシβ-アレスチンの構造 |                                                |
| 識別子 |                                                |
| 略号 | Arrestin_C                                     |
| Pfam | PF02752                                        |
| Pfam clan | CL0135                                         |
| InterPro | IPR011022                                      |
| SCOP | 1cf1                                           |
| SUPERFAMILY | 1cf1                                           |
| 利用可能な蛋白質構造: Pfam structures PDB RCSB PDB ; PDBe ; PDBj PDBsum structure summary PDB 1ayr , 1cf1 , 1g4m , 1g4r , 1jsy , 1suj , 1zsh |                                                |
| テンプレートを表示 |                                                |
| 利用可能な蛋白質構造: |                                                |
| Pfam | structures                                     |
| PDB | RCSB PDB; PDBe; PDBj                           |
| PDBsum | structure summary                              |
| PDB | 1ayr , 1cf1 , 1g4m , 1g4r , 1jsy , 1suj , 1zsh |

| 利用可能な蛋白質構造: | 利用可能な蛋白質構造:                          |
| --------------------- | ---------------------------------------------- |
| Pfam                  | structures                                     |
| PDB                   | RCSB PDB; PDBe; PDBj                           |
| PDBsum                | structure summary                              |
| PDB                   | 1ayr , 1cf1 , 1g4m , 1g4r , 1jsy , 1suj , 1zsh |